# 埃爾坦博區
埃爾坦博區（西班牙語：Distrito de El Tambo），是秘魯的一個區，位於該國中部胡寧大區的萬卡約省，始建於1943年11月13日，面積73.56平方公里，海拔高度3,260米，2005年人口143,282，人口密度每平方公里1,900人。